# 미 (지지)
을사(乙巳)년
미(未)는 지지의 여덟째로, 양을 상징한다. 오행에서는 토(土)에 속하며, 음양에서는 음(陰)에 해당한다. 중국과 베트남에서 미는 염소에 해당하는 반면 일본과 한반도(조선민주주의인민공화국과 대한민국 포함)에서는 양에 해당합니다.

## 미를 포함한 간지
- 신미
- 계미
- 을미
- 정미
- 기미

## 같이 보기
- 양
- 염소 (동물)